# Padmasree Warrior

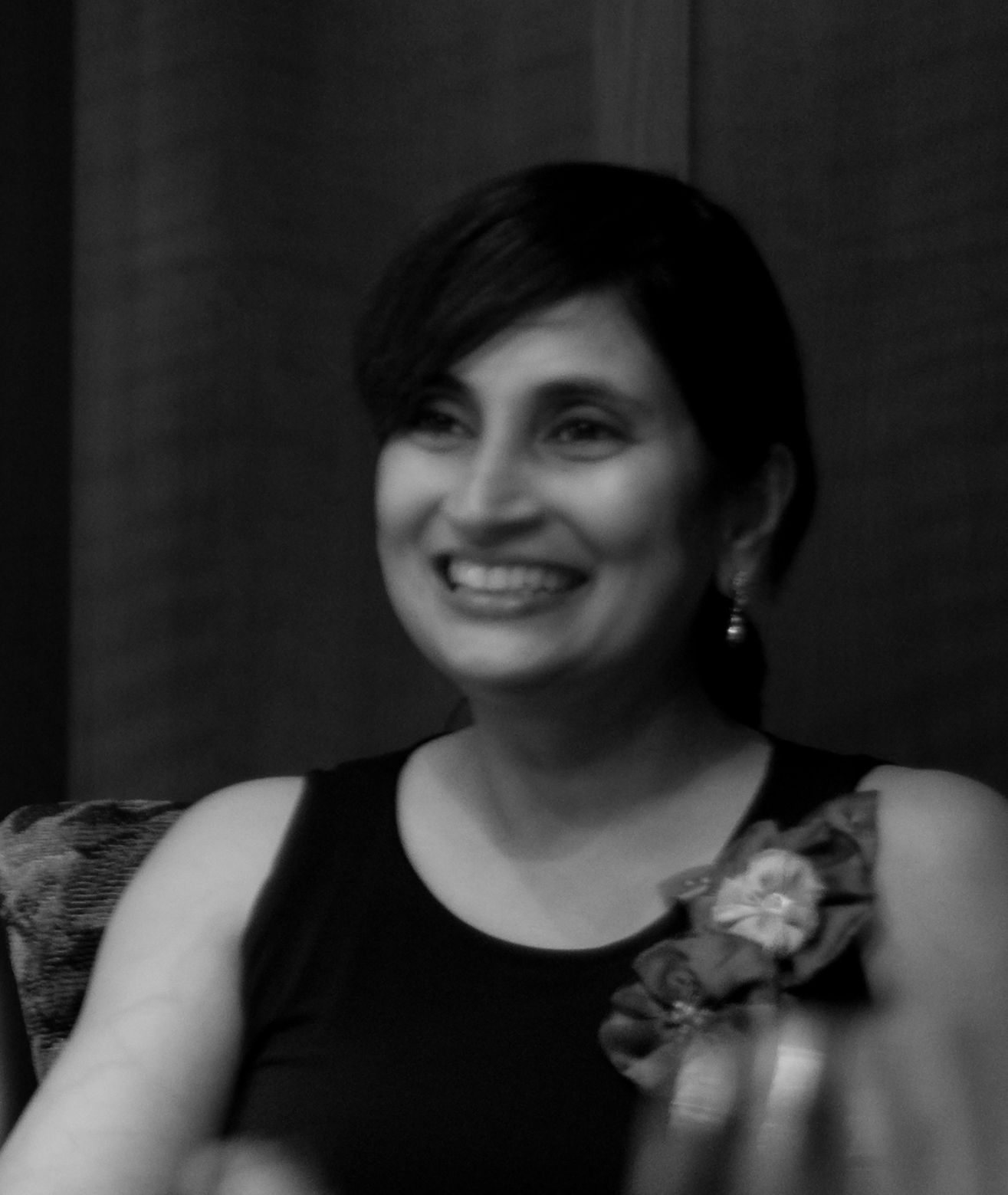
Padmasree Warrior

Padmasree Warrior (* 1956 oder 1957 in Vijayawada, Andhra Pradesh als Yellepeddi Padmasree; Telugu: పద్మశ్రీ వారియర్) ist eine indisch-amerikanische Ingenieurin und Unternehmerin. Sie ist bekannt für ihre Führungsrollen in Technologieunternehmen wie Cisco Systems und Motorola, wo sie mehrere Jahre lang als CTO tätig war. Sie war auch CEO von NIO USA, einem Hersteller von Elektroautos. Derzeit ist sie Gründerin und CEO von Fable, einer Leseplattform mit Schwerpunkt auf geistigem Wohlbefinden. Außerdem ist sie Mitglied des Verwaltungsrats von Microsoft und Spotify.
Im Jahr 2014 und 2015 wurde sie von Forbes als eine der 100 mächtigsten Frauen der Welt aufgeführt. Im Jahr 2018 wurde sie von Forbes unter den America’s Top 50 Women In Tech aufgeführt.

## Kindheit und Studium
Yellepeddi Padmasree wurde in einer Telugu-Familie geboren. Sie ging an der Children's Montessori School und am Maris Stella College in Vijayawada zur Schule. Sie erhielt 1982 einen Bachelor in Chemieingenieurwesen vom Indian Institute of Technology in Delhi. Sie hat einen Master in Chemieingenieurwesen von der Cornell University.

## Karriere

### Motorola
Warrior kam 1984 zu Motorola. Im Laufe ihrer 23-jährigen Tätigkeit für das Unternehmen war sie als Corporate Vice President und General Manager der Motorola Energy Systems Group sowie als Corporate Vice-President und Chief Technology Officer im Sektor Semiconductor Products tätig. Unmittelbar vor ihrer Ernennung zur CTO von Motorola war sie Geschäftsführerin von Thoughtbeam, einem Produkt von Motorola, in Tempe (Arizona). Nach ihrer Ernennung zum CTO von Motorola im Januar 2003 wurde Warrior zum Senior Vice President ernannt und 2005 zum Executive Vice President befördert.

### Cisco
Am 4. Dezember 2007 verließ sie Motorola und wurde CTO bei Cisco Systems. Sie verließ Cisco im Juni 2015.

### NIO
Im Dezember 2015 trat sie dem chinesischen Elektroautounternehmen NIO als Vorstandsmitglied und als CEO und Chief Development Officer für NIO USA bei. Sie trat im Dezember 2018 von NIO zurück.

### Fable
Im September 2019 gründete Warrior ein neues Start-up-Unternehmen, Fable, wo sie als Präsidentin und CEO fungiert. Im Januar 2021 startete Fable eine App, eine abonnementbasierte Buchempfehlungsmaschine und ein privates soziales Netzwerk.

## Auszeichnungen
Das Fortune Magazine nannte sie einen der vier aufstrebenden Stars auf seiner Liste der mächtigsten Frauen und platzierte sie unter den 10 bestbezahlten und den „Young and Powerful“ Kategorien. Im Jahr 2005 wurde Warrior von der Economic Times auf Platz 11 der einflussreichsten Inderinnen weltweit eingestuft. Im Jahr 2001 war sie eine von sechs Frauen, die landesweit ausgewählt wurden, um die Auszeichnung Women Elevating Science and Technology des Working Woman Magazine zu erhalten. In 2014 und 2015 wurde sie von Forbes als 71. und 85 mächtigste Frau der Welt geführt. Im Jahr 2018 wurde sie außerdem von Forbes unter die „America’s Top 50 Women In Tech“ gewählt.
Warrior ist in der Liste Notable Women in Computing aufgeführt.

## Mitgliedschaft in Verwaltungsräten
Warrior ist seit Dezember 2015 Mitglied des Verwaltungsrats von Microsoft. Sie ist auch Vorstandsmitglied bei Spotify. Von 2013 bis 2016 war sie Mitglied des Vorstands von Gap Inc. und von 2014 bis 2016 Mitglied des Vorstands von Box.
Warrior ist außerdem im Vorstand von Thorn, dem Joffrey Ballet, dem Museum of Science and Industry (Chicago), dem Chicago Mayor's Technology Council und dem Beirat des Indian Institute of Technology. Zuvor war sie Mitglied des Vorstands der Cornell University, des Texas Governor's Council for Digital Economy, des Technology Advisory Council der Federal Communications Commission (FCC) und des Advisory Committee for Computing and Information Science and Engineering der National Science Foundation (NSF). Sie fungiert als Mentorin in der International Women Leaders Mentoring Partnership des Außenministeriums. Warrior war von 2005 bis 2008 Mitglied des Verwaltungsrats von Corning Inc.

## Privatleben
Warrior ist mit Mohandas Warrior verheiratet und hat einen Sohn.